# قطعنامه ۹۰۰ شورای امنیت
قطعنامه ۹۰۰ شورای امنیت سازمان ملل متحد که در تاریخ ۰۴ مارس ۱۹۹۴ تصویب شد، سندی بین‌المللی دربارهٔ بوسنی و هرزگوین است. این قطعنامه طی نشست ۳۳۴۴ام با ۱۵ رای موافق، ۰ مخالف و ۰ ممتنع تصویب شد.